# Isak Gustaf Clason

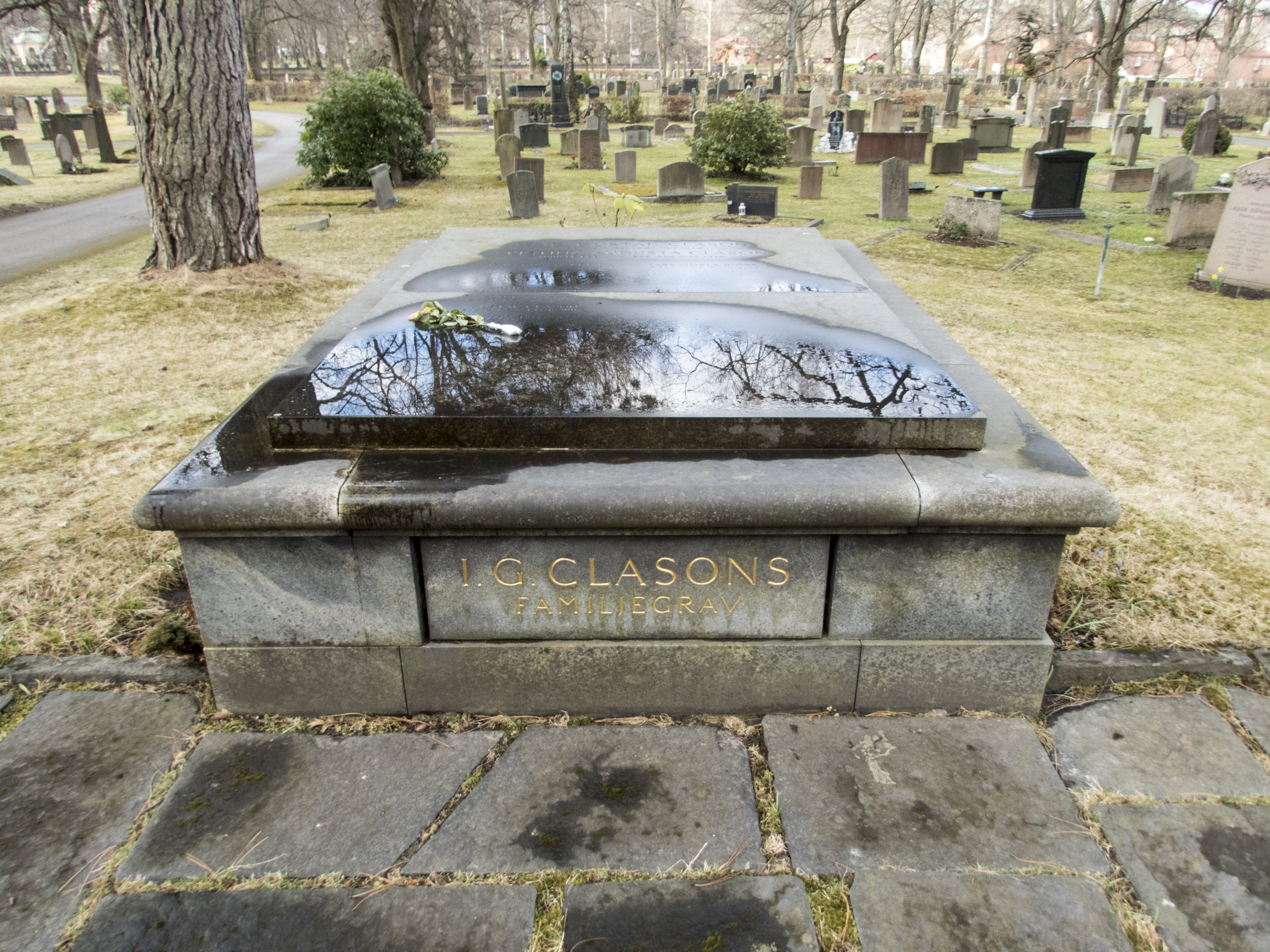
Rodinná hrobka na Severním hřbitově v Solně, Stockholm

Isak Gustaf Clason (30. července 1856, Falun – 19. července 1930 Rättvik, Švédsko) byl švédský architekt. Byl jedním z hlavních architektů hnutí Arts and Crafts Movement ve Švédsku.

## Život
Isak Gustaf Clason se narodil v roce 1856 stejnojmennému otci Isaku Gustafu Clasonovi a matce Marii Charlottě Lorichs v panství Rottneby ve farnosti Kopparbergs u Falunu. V jeho 13 letech se rodina přestěhovala do Stockholmu, když se otec stal ředitelem ocelářské společnosti Jernkontoret. V roce 1874 absolvoval stockholmskou střední školu. Poté studoval inženýrství a architekturu na Královském technickém institutu ve Stockholmu, kde byl žákem architekta Alberta Theodora Gellerstedta. Studium ukončil v roce 1879. V letech 1879–1881 navštěvoval Královskou akademii výtvarných umění, v té době vedené Fredrikem Wilhelmem Scholanderem. Oba tito architekti jej významně ovlivnili.

Telefon z roku 1894 navržený Isakem Clasonem

V roce 1881 založil s kolegou ze studií Kasperem Salinem architektonickou kancelář, v letech 1883–1886 společně podnikli zahraniční studijní cestu po severním Německu, Itálii, Španělsku a Francii. Zejména ve Francii je zaujaly monumentální litinové konstrukce, které byly inspirací v roce 1888 při projektování komplikované vnitřní litinové konstrukce pilířů a střechy tržnice Östermalm's Saluhall.
Roku 1889 byl jmenován profesorem architektury na Královském technologickém institutu ve Stockholmu. Od tohoto roku též vyučoval na Královské akademii výtvarných umění (Kungliga Konsthögskolan). V roce 1907 byl zvolen členem Královské švédské akademie věd.
Clason projektoval nejen budovy, ale také navrhl v roce 1894 jeden z prvních švédských telefonů. 
V roce 1925 se zúčastnil na výstavě Švédské akvarely se svými kresbami s řadou stockholmských, španělských a italských motivů. Kresbami je zastoupen v Národním muzeu ve Stockholmu.
Zemřel v Rättviku, kraj Dalarna. Je pohřben na hřbitově Norra begravningsplatsen (Severní hřbitov) v Solně u Stockholmu.

## Realizace (výběr)
- Thaveniuska huset, Strandvägen, Stockholm (1884–1885)
- Bünsowska huset, Strandvägen in Stockholm, (1886–1888)
- Östermalms Saluhall, tržnice, Stockholm (1888)
- Severské muzeum, Nordiska museet, Stockholm (1888–1907)
- Norrlands nation, Uppsala (1889)
- Adelswärdska huset, Strömgatan, Stockholm (1889–1890)
- Hallwylska palatset, Hamngatan 4, Stockholm (1893–1898)
- Norrköpings rådhus, Norrköping (1907–1910)
- Villa Mariehill, Djurgården, Stockholm (1908)
- Lönö herrgård, Norrköpings kommun, (1911–1913)
- Skånska Hypoteksföreningen bankpalats, Lund (1916–1919)
- Timmermansordens palats, Stockholm (1913–1923)
- Mårbacka, sídlo Selmy Lagerlöfové, Sunne, kraj Värmland, (1921–1923)

## Ocenění
- čestný doktor Uppsalské univerzity

## Galerie

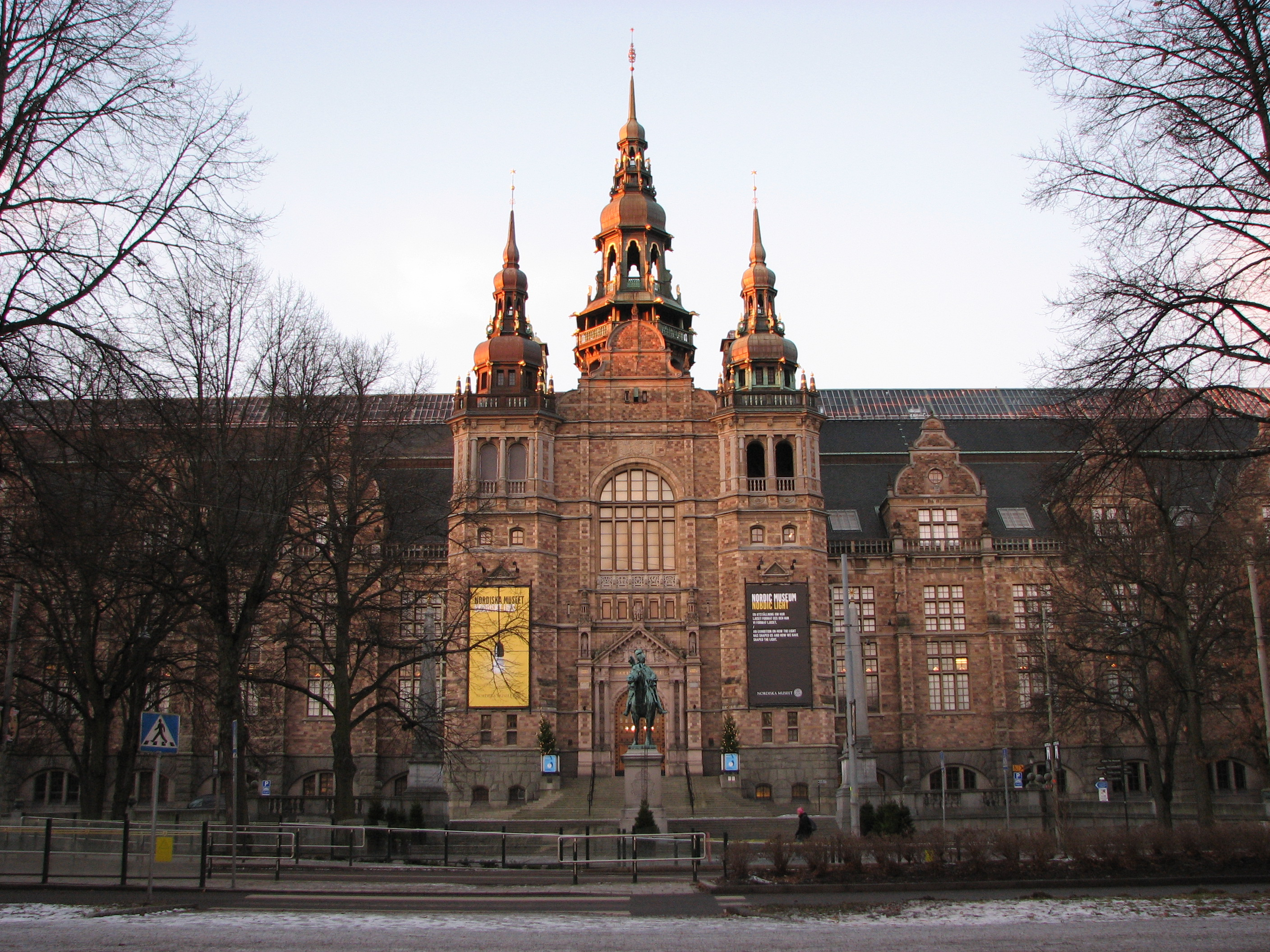
Severské muzeum, Stockholm
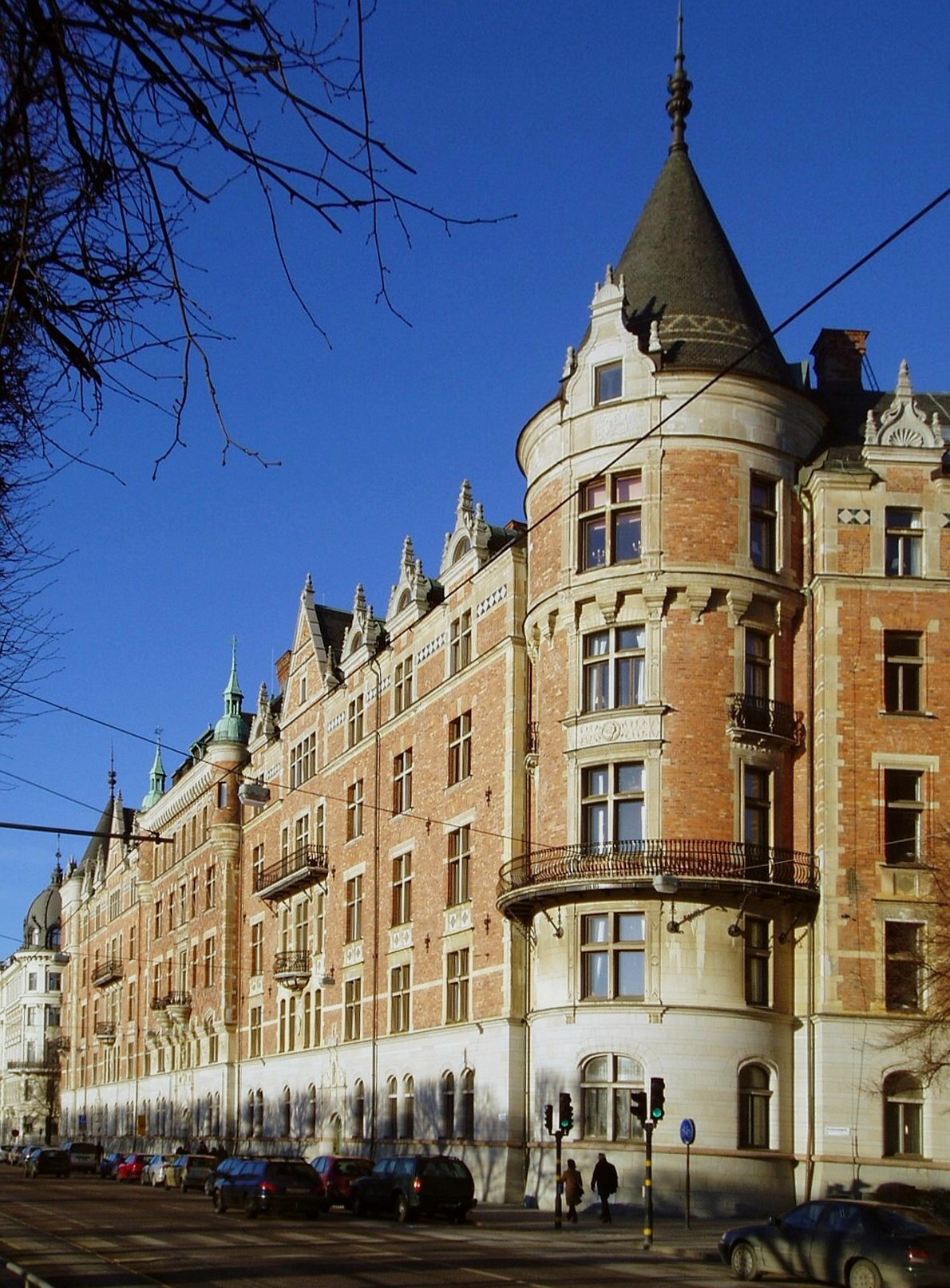
Budova Bünsow, Stockholm
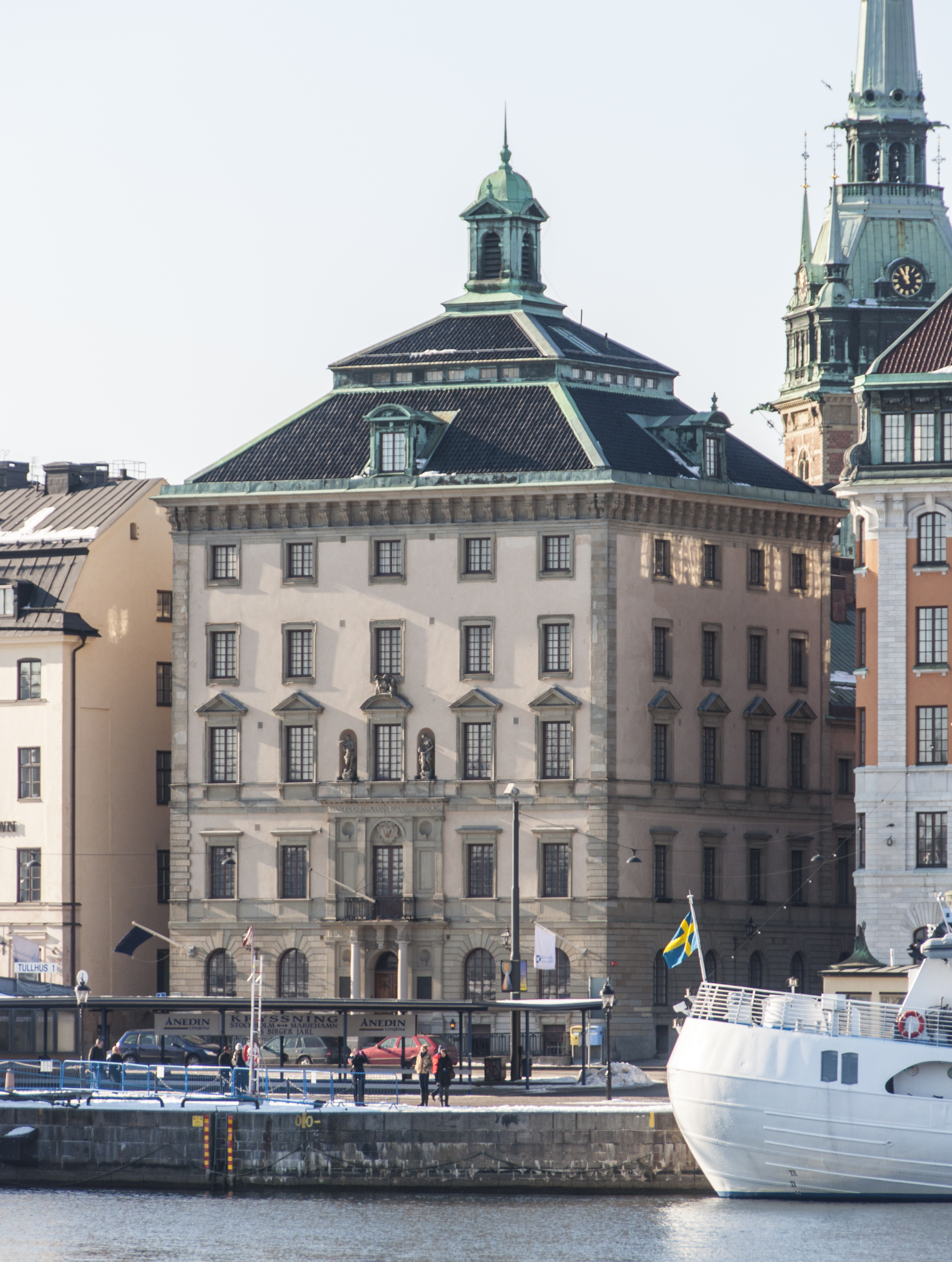
Kancelářská budova z roku 1901 v centru Stockholmu
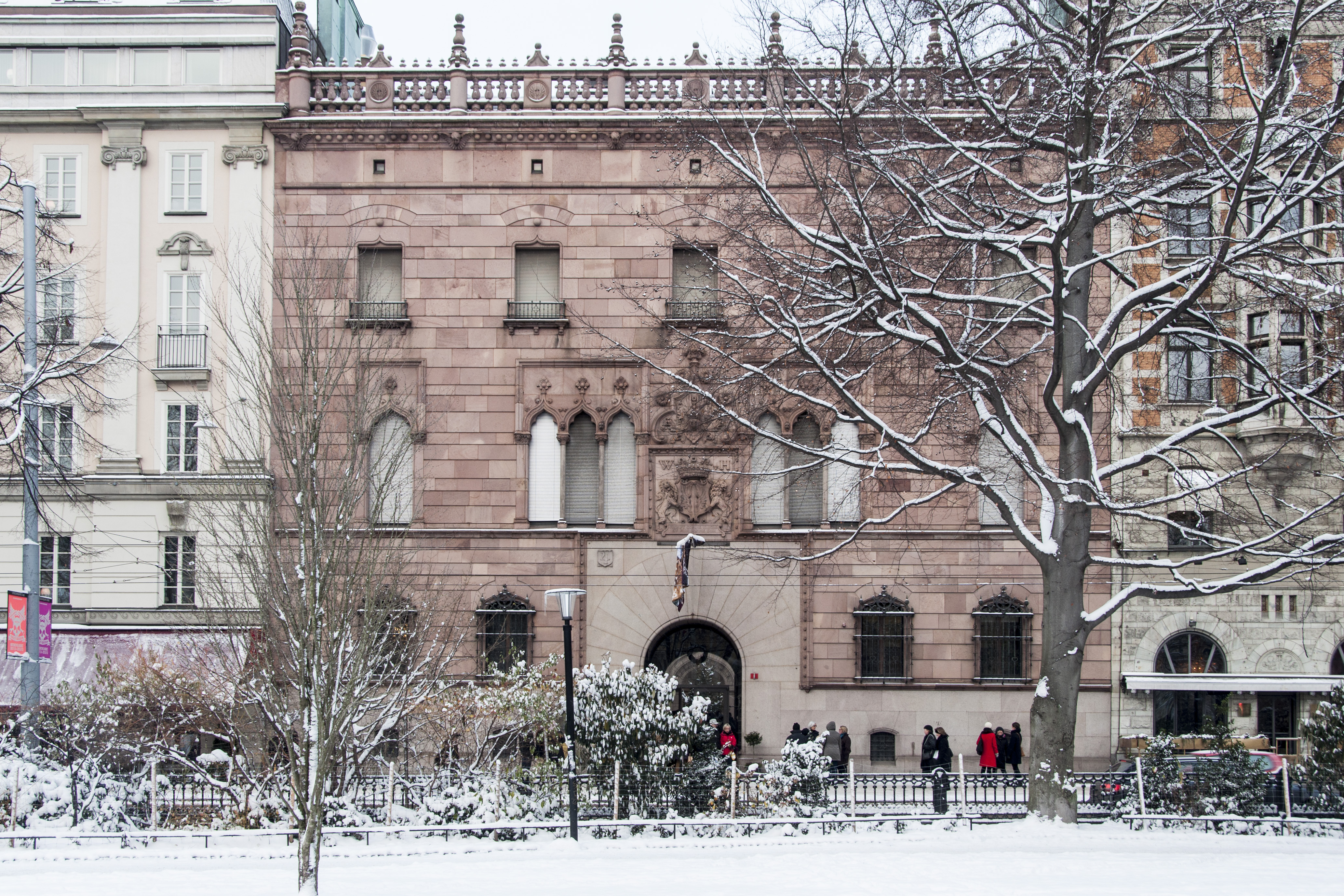
Kulturně historické muzeum, Stockholm
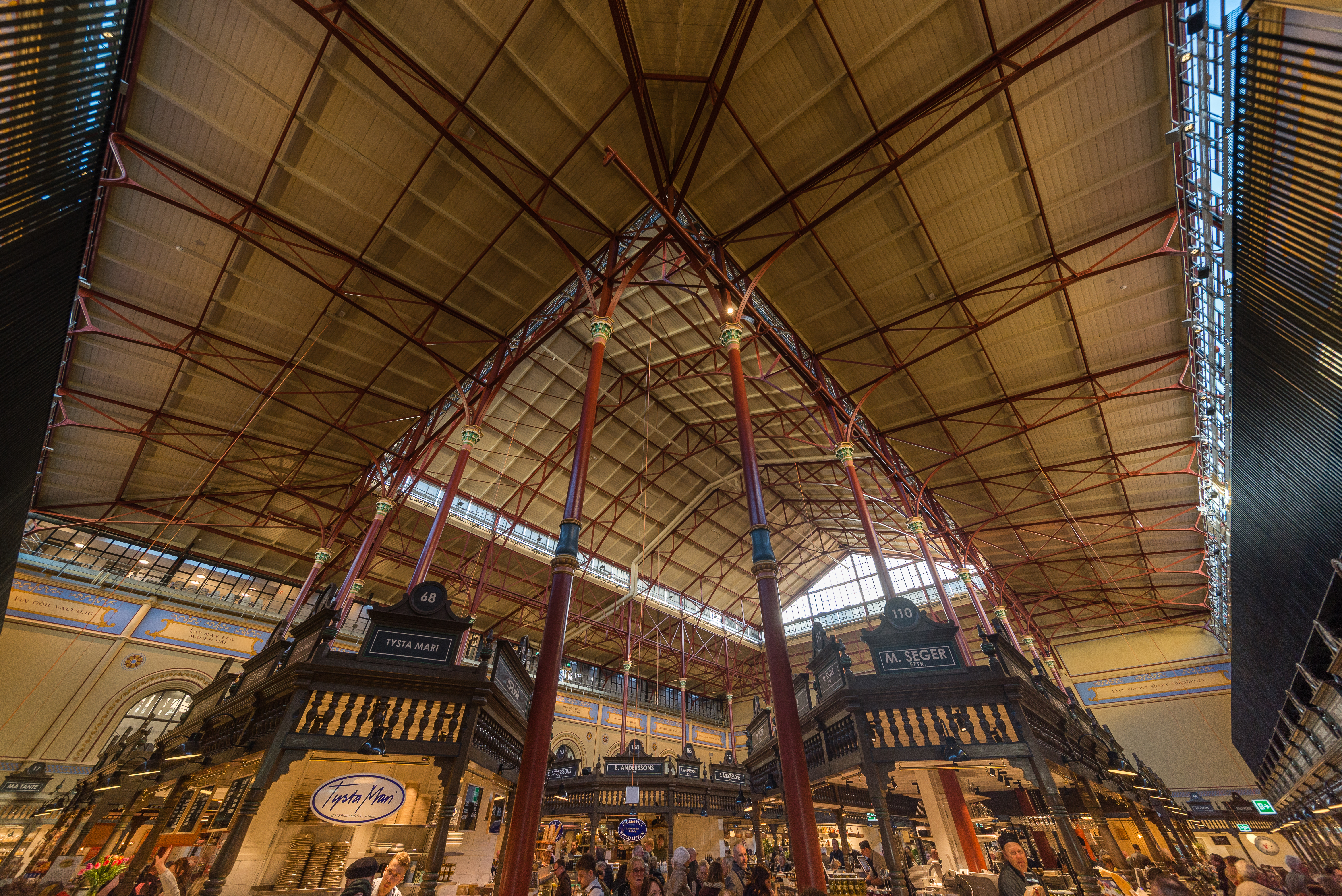
Tržnice Östermalms Saluhall, Stockholm
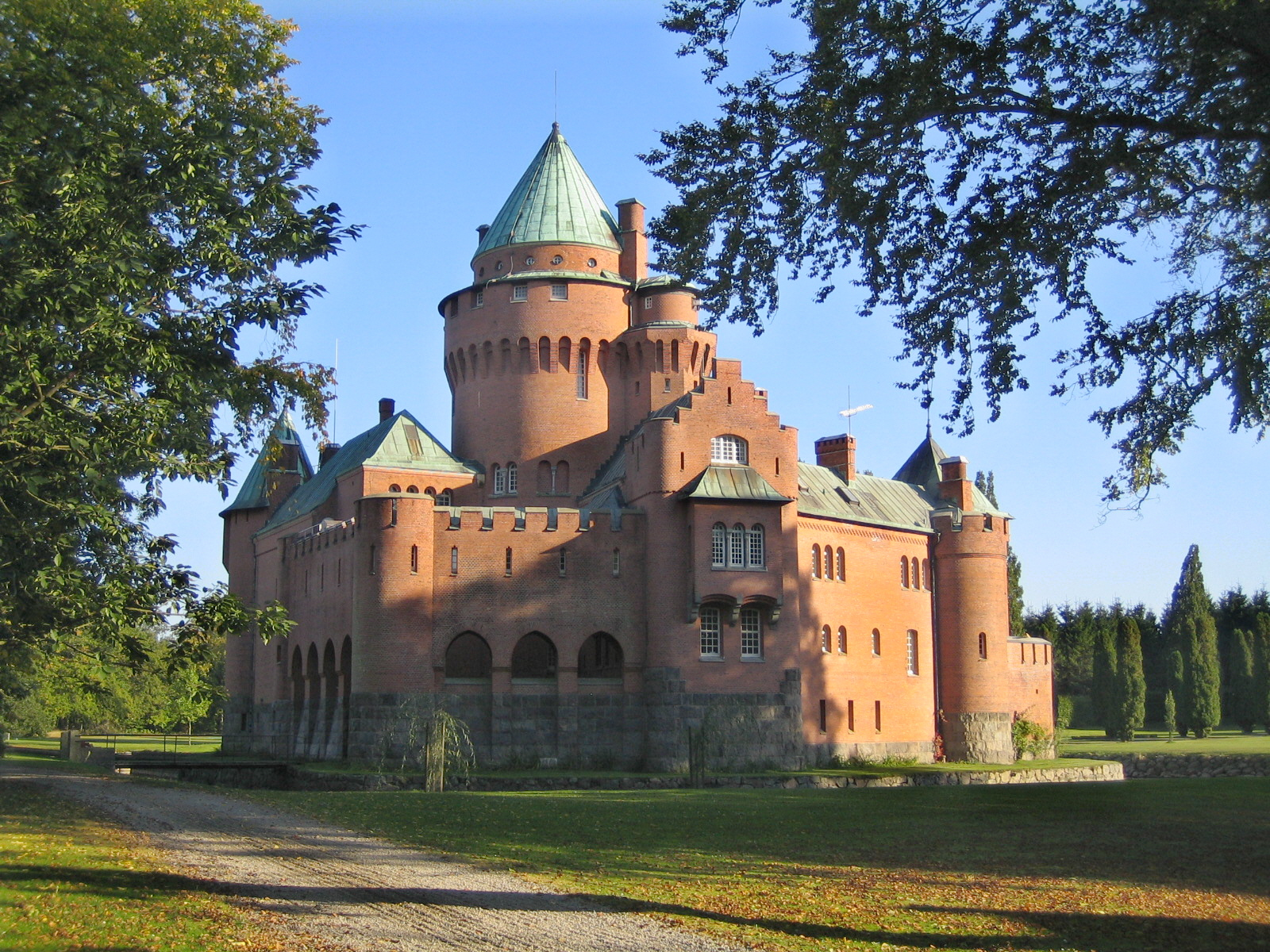
Hjularöd zámek
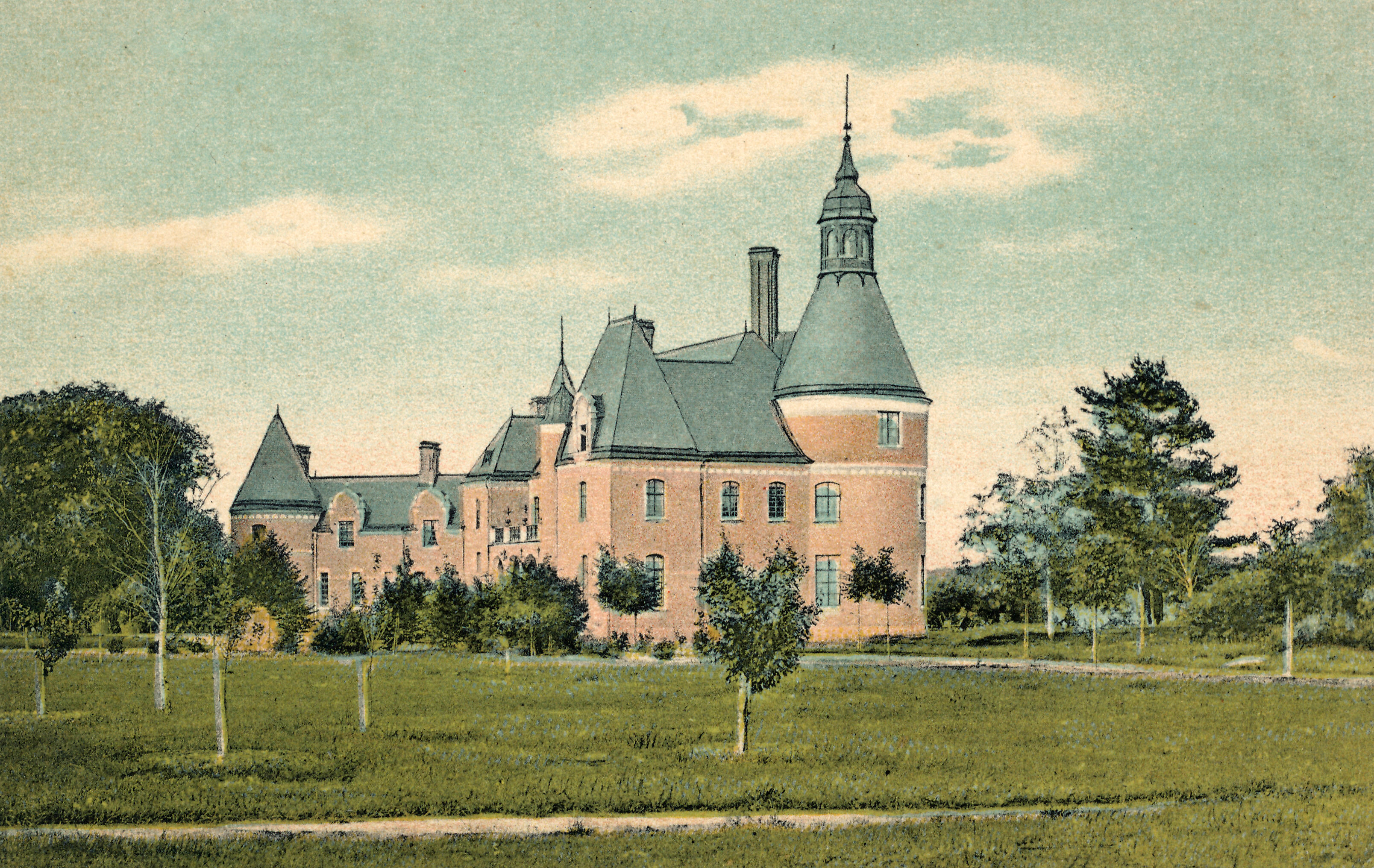
Lejondal – panské sídlo
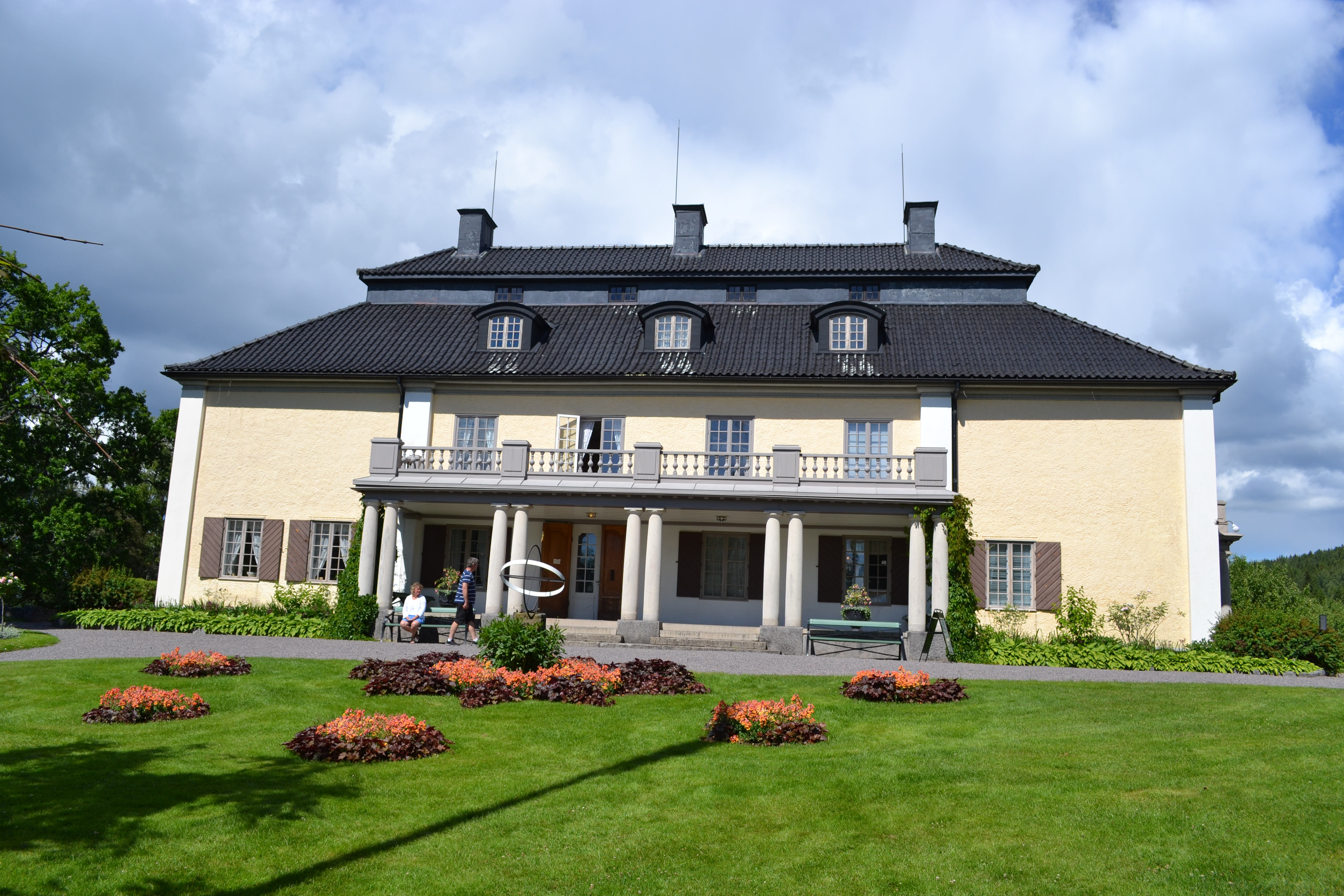
Mårbacka, sídlo spisovatelky Selmy Lagerlöfové